# Snuff (singel Slipknota)
Snuff – ballada rockowa zespołu Slipknot należącego do nurtu metal alternatywny. Utwór wydano 28 września 2009 jako piąty singel promujący ich czwarty album All Hope Is Gone. Utwór został także nominowany do „Best Single” na „The Kerrang Awards 2010”. Jest to ostatni singiel wydany przez zespół przed śmiercią ich basisty, Paula Graya, który zmarł zaledwie osiem miesięcy po jego wydaniu. Na koncercie Stone Sour, Corey Taylor wykonał akustyczną wersję Snuff jako hołd dla Paula Graya.
Snuff, Wait and Bleed, Left Behind i Pulse of the Maggots zostały wydane jako kolekcja utworów w serii Rock Band.

## Lista utworów
| 1. | „Snuff” (edycja radiowa)  | 4:12  |
|    |                           |       |
| 2. | „Snuff” (wersja z albumu) | 4:36  |
|    |                           |       |
|    |                           | 08:48 |
|    |                           |       |